# Stenaelurillus fuscatus
Stenaelurillus fuscatus là một loài nhện trong họ Salticidae.
Loài này thuộc chi Stenaelurillus. Stenaelurillus fuscatus được Wanda Wesołowska & Anthony Russell-Smith miêu tả năm 2000.